# Xeneurydesmus luridus
Xeneurydesmus luridus är en mångfotingart som beskrevs av Christoph D. Schubart 1960. Xeneurydesmus luridus ingår i släktet Xeneurydesmus och familjen Chelodesmidae. Inga underarter finns listade i Catalogue of Life.